# Franz Hörhann
Franz Hörhann (* 30. März 1895 in St. Pölten; † 16. März 1974 ebenda) war ein österreichischer Politiker (NSDAP) und 23. Bürgermeister von St. Pölten.

## Leben
Der Sohn eines Gerüstbauers wurde am 30. März 1895 in St. Pölten geboren. Nachdem er Schule und Lehre abgeschlossen hatte, wurde er Eisengießer bei Voith. Am 15. März 1938 wurde er von der NSDAP als Bürgermeister eingesetzt und übte dieses Amt bis zum 20. August des Jahres aus. Am 21. Mai 1938 beantragte er die Aufnahme in die NSDAP und wurde rückwirkend zum 1. Mai aufgenommen (Mitgliedsnummer 6.175.329). Danach wurde er Funktionär der  Deutschen Arbeitsfront und Kreisobmann von Kraft durch Freude. Er starb am 16. März 1974 in seiner Heimatstadt.